# Nowe Miasto Lubawskie (gmina wiejska)
Nowe Miasto Lubawskie (daw. gmina Nowemiasto / Nowe Miasto) – gmina wiejska w województwie warmińsko-mazurskim, w powiecie nowomiejskim. W latach 1975–1998 gmina położona była w województwie toruńskim.
Siedziba gminy znajduje się od 1 stycznia 1996 w Mszanowie, wcześniej w Nowym Mieście Lubawskim.
Według danych z 30 czerwca 2004 gminę zamieszkiwało 7740 osób. Natomiast według danych z 31 grudnia 2017 roku gminę zamieszkiwało 8177 osób. Według najnowszych danych z 31 grudnia 2019 roku gminę zamieszkiwało 8245 osób.
Gmina zmieni nazwę na Bratian z dniem 1 stycznia 2026. Zmiana nazwy gminy Nowe Miasto Lubawskie na Bratian ma na celu zwiększenie tożsamości lokalnej mieszkańców oraz uniknięcie licznych pomyłek, m.in. w doręczeniach, wynikających z istnienia dwóch gmin o tej samej nazwie w powiecie. Bratian, jako największa miejscowość gminy, z największą szkołą podstawową, przedszkolem, biblioteką, Orlikiem oraz halą targową, ma podnieść rozpoznawalność i atrakcyjność samorządu na tle innych.

## Władze gminy
- Wójt – Tomasz Waruszewski
- Sekretarz – Agnieszka Paturalska-Miehlau
- Skarbnik – Joanna Artuszewska

Rada Gminy (kadencja 2010–2014): Biegajski Roman (przewodniczący), Grzywacz Barbara (z-ca przewodniczącego), Brzeski Roman, Domżalski Zdzisław, Granica Mirosława, Grzywacz Barbara, Hoppe Bożena, Karwowski Józef, Kotewicz Przemysław, Ławicki Stefan, Mika Wiesław, Pieńczewski Andrzej, Sieńska Halina, Szczepański Józef, Szwechowicz Michał, Wiśniewski Zbigniew

## Struktura powierzchni
Według danych z roku 2002 gmina Nowe Miasto Lubawskie ma obszar 138,02 km², w tym:
- użytki rolne: 69%
- użytki leśne: 17%

Gmina stanowi 19,86% powierzchni powiatu.

## Demografia

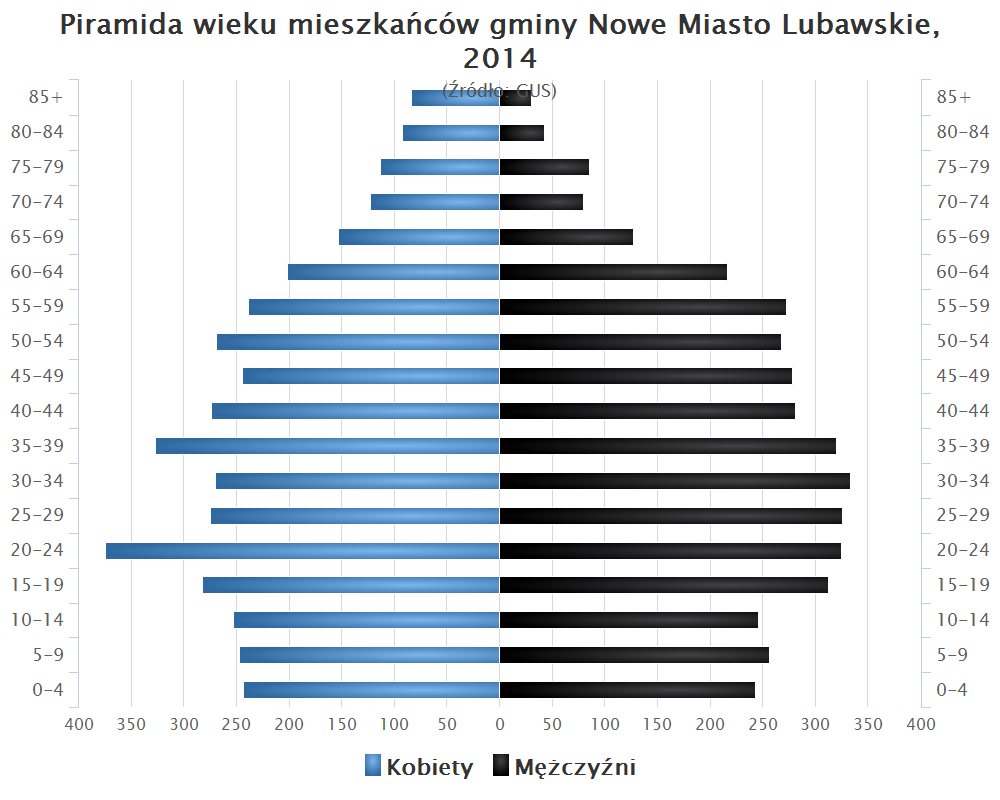
Piramida wieku mieszkańców gminy Nowe Miasto Lubawskie w 2014 roku

Dane z 2009:
| Opis                              | Ogółem | Ogółem | Kobiety | Kobiety | Mężczyźni | Mężczyźni |
| --------------------------------- | ------ | ------ | ------- | ------- | --------- | --------- |
| jednostka                         | osób   | %      | osób    | %       | osób      | %         |
| populacja                         | 8191   | 100    | 4025    | 50      | 4021      | 50        |
| gęstość zaludnienia (mieszk./km²) | 56,1   | 56,1   | 28      | 28      | 28        | 28        |

## Sołectwa
Sołectwa
Bagno, Bratian, Chrośle, Gryźliny, Gwiździny, Jamielnik, Kaczek, Lekarty, Mszanowo, Nawra, Nowy Dwór Bratiański, Pacółtowo, Pustki, Radomno, Skarlin, Tylice.
Miejscowości bez statusu sołectwaBagno (osada), Kaczek (osada leśna), Łąki Bratiańskie, Repetajka, Ruda, Studa.

## Sąsiednie gminy
Biskupiec, Grodziczno, Iława, Kurzętnik, Lubawa, Nowe Miasto Lubawskie (miasto)